# San Babila
San Babila is een metrostation in de Italiaanse stad Milaan dat werd geopend op 1 november 1964 en wordt bediend door lijn 1 en sinds 4 juli 2023 ook door lijn 4 van de metro van Milaan.

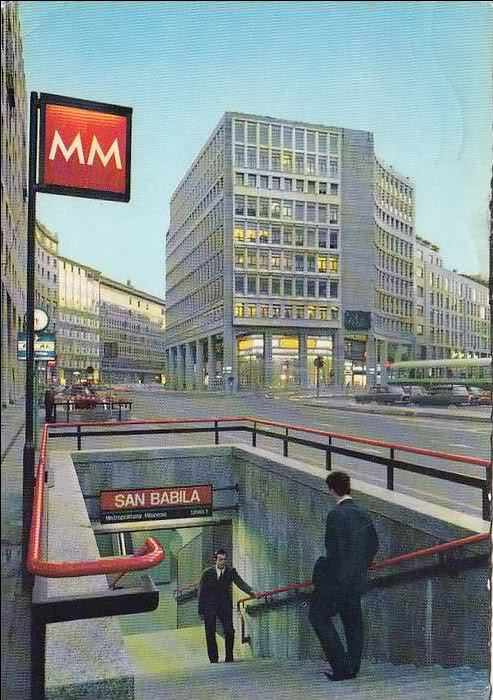
Piazza San Babila in 1967

## Geschiedenis
In 1952 werd een metroplan voor Milaan ingediend dat in 1955 werd goedgekeurd. Het oorspronkelijke deel van lijn 1, waaronder San Babila, werd aangelegd tussen 1957 en 1964. Het station ligt onder de Piazza San Babila en is gebouwd volgens de Milanese methode naar het standaardontwerp voor de stations van lijn 1. In 2005 werd de route, van de toen nog niet gebouwde lijn 4, herzien, zodat deze als oost-westverbinding door het zuiden van het centrum loopt, waarbij San Babila het overstappunt tussen lijn 1 en lijn 4 zou worden. Op 4 juli 2023 werd dit een feit door de opening van het deeltraject tussen San Babila en Dateo ten oosten van het station. Op 12 oktober 2024 werd lijn 4 verder naar het zuidwesten doorgetrokken.

## Ligging en inrichting
De verdeelhal ligt direct onder het plein en is vanaf de hoeken van het plein toegankelijk. De zijperrons van lijn 1 liggen direct onder de verdeelhal op ongeveer 10 meter diepte. Ten noorden van het station ligt lijn 1 onder de Corso Venezia naar het noorden. Ten zuiden van het station buigt de lijn af naar het westen en loopt de tunnel onder de Corso Vittorio Emanuele Secondo langs de Dom van Milaan. De perrons van lijn 4 liggen op 30 meter diepte onder de oostkant van het plein en zijn via een toegangsschacht met de rest van het station verbonden. In tegenstelling tot het standaard kuipstation van de automatische metro die op lijn 4 wordt ingezet, liggen de perrons in aparte tunnels buiten de schacht. Lijn 4 loopt ten zuiden van het station recht naar de Largo Augusto, waar ondergronds overloopwissels liggen. Ten noorden van het station buigt lijn 4 af naar de Piazza Tricolore.